# La Guerra Civil en los Estados Unidos

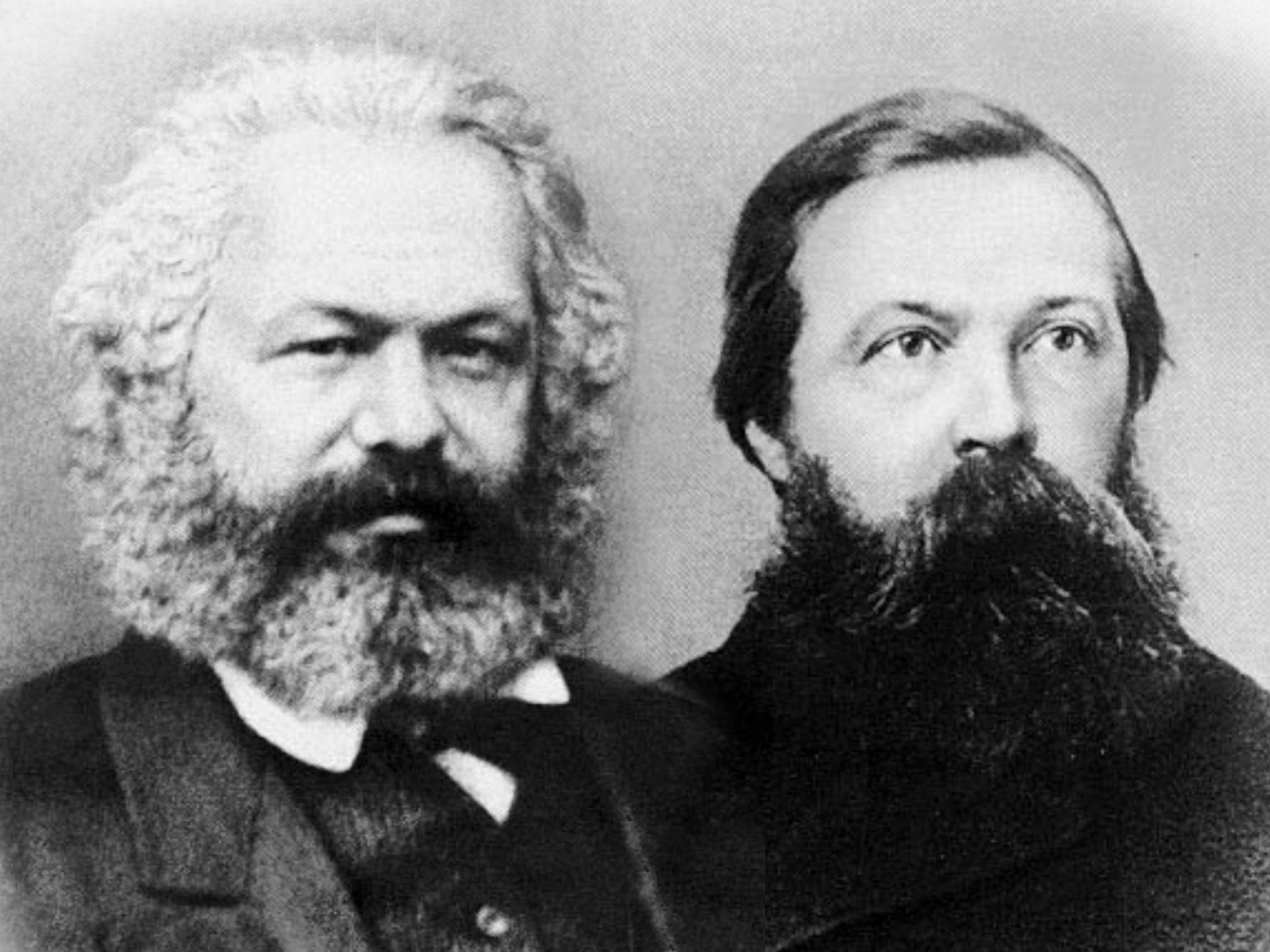
Karl Marx y Friedrich Engels.

La Guerra Civil en los Estados Unidos es una colección de artículos sobre la guerra civil estadounidense de Karl Marx y Friedrich Engels, escritos entre 1861 y 1862 para el New-York Tribune y Die Presse de Viena, y correspondencia entre Marx y Engels entre 1860 y 1866. Fue publicado como libro en 1937, editado y con una introducción de Richard Enmale.
En 2016, International Publishers produjo una segunda edición completamente revisada de La Guerra Civil en Estados Unidos, editada y con una introducción de Andrew Zimmerman.
Los artículos promueven el lado de la Unión en la guerra, argumentando que el conflicto se trataba fundamentalmente de esclavitud.

## Ediciones
- Marx, Karl; Engels, Friedrich (1937).  Enmale, Richard, ed. The Civil War in the United States. New York: International Publishers. OCLC 250480672.
- Marx, Karl; Engels, Friedrich (2016).  Zimmerman, Andrew, ed. The Civil War in the United States (2nd edición). New York: International Publishers.